# Laure Surville
Pour les articles homonymes, voir Balzac et Surville.
Laure Surville, née Laure Balzac le 29 septembre 1800 à Tours et morte à Paris 9e  le 4 janvier 1871, est une femme de lettres française. 
Sœur préférée de l'écrivain Honoré de Balzac, elle a publié une biographie de ce dernier après sa mort, Balzac, sa vie et ses œuvres d’après sa correspondance. Elle a aussi écrit des textes qui ont servi de base à certains romans de Balzac « écrits à quatre mains ». C'est le cas du Voyage en coucou, que Balzac transforme en : Un début dans la vie, paru en feuilleton dans la revue La Législature sous le titre Le Danger des mystifications en 1842, puis en 1845 dans la deuxième édition Charles Furne de La Comédie humaine, classé dans les Scènes de la vie privée.

## Biographie

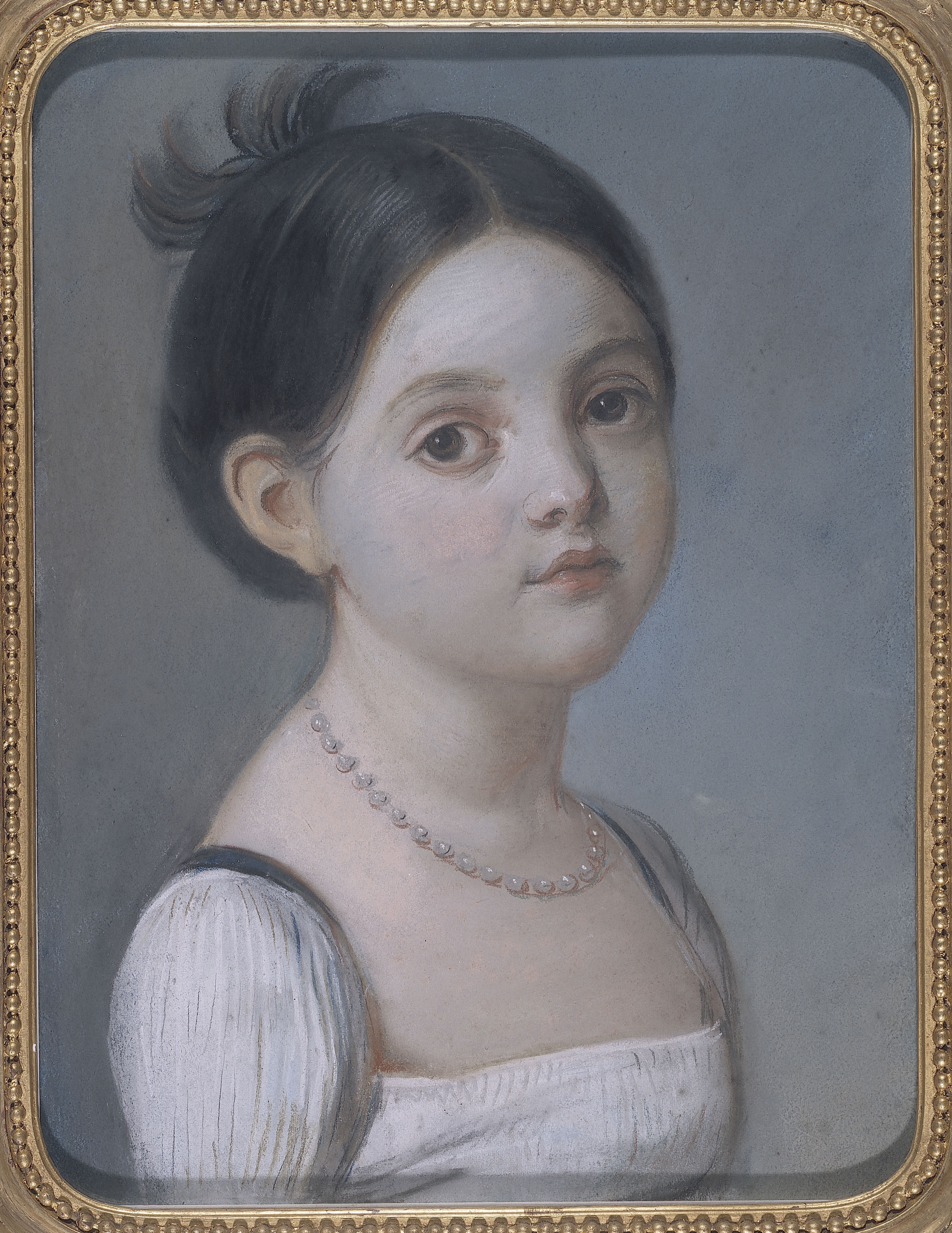
Laure de Balzac enfant.

Fille de Bernard-François Balzac et d'Anne-Charlotte-Laure Sallambier, Laure Balzac a commencé sa carrière d’auteur en écrivant sous le pseudonyme de « Lelio », pour des magazines littéraires pour enfants. Elle a ensuite publié sous le nom de « Laure Surville », où elle a exprimé le sentiment équivoque qu’elle ressentait envers le statut des femmes écrivains mariées. Dans la galerie des portraits de femmes de La Comédie humaine, elle représente la droiture et la sagesse. On reconnaît des parcelles de sa personnalité dispersées dans Eugénie Grandet, mais aussi Marguerite, la fille aînée de Balthazar Claës dans La Recherche de l'absolu.
Balzac rend un hommage appuyé à sa sœur pour sa nouvelle Le Voyage en coucou, dont il s'inspira pour son roman Un début dans la vie. Laure Surville publiera plus tard sa nouvelle initiale sous la signature de Laure en 1854. L'écrivain dédie ainsi Un début dans la vie (1842) à sa sœur :

« À Laure. Que le brillant et modeste esprit qui m'a donné le sujet de cette scène en ait l'honneur. Son frère,. »

Critique et admiratrice de l’œuvre de son frère dont elle fut la confidente intime, elle a édité, après sa mort, plusieurs ouvrages où elle a dissipé les idées fausses qui se répandaient sur l'« originalité » de celui-ci.
Elle est enterrée au cimetière Carnot de Suresnes.

## Vie conjugale
Le 18 mai 1820, Laure Balzac épouse Eugène-Auguste-Georges-Louis Midy de La Greneraye, un polytechnicien, ingénieur des ponts et chaussées. Né le 5 juin 1790, fils de Catherine Allain dite Surville, actrice, et fils naturel d’Auguste Louis Eugène Midy de La Greneraye (mort le 9 octobre 1789). Il est reconnu des œuvres de son frère décédé par Louis Emmanuel Midy d'Andé, qui constitua une rente en faveur de la mère et du fils naturel. Un  jugement du 14 ventôse an II (4 mars 1794) lui avait reconnu le droit de succéder à son père décédé. Il est connu pour avoir réalisé le premier pont suspendu de Suresnes (1842),,, habitant d'ailleurs la ville. Honoré de Balzac s'est inspiré de son beau-frère pour introduire dans Le Curé de village le personnage d'un ingénieur des ponts-et-chaussées (Grégoire Gérard) découragé par le service de l’État. En « témoignage de l'affection de son beau-frère » Honoré de Balzac lui dédicace son roman La Vieille Fille. 
De son mariage naissent trois filles. La première, Sophie Surville, née en 1823, deviendra la femme de Jacques Mallet. La troisième, Valentine (1830-1882), épouse l'avocat Louis Duhamel.

## Adaptation à l'écran
Le personnage de Laure est interprété par Danièle Ajoret dans le téléfilm : Un grand amour de Balzac ; réalisé par Jacqueline Audry et  Wojciech Solarz, sorti en 1973, adapté de la biographie d'Honoré de Balzac.

## Hommage
- Une rue de Paris porte son nom : la rue Laure-Surville

### Œuvres
- Les Femmes de Honoré de Balzac, Paris, Janet, 1851
- Le Compagnon du foyer, Paris, Giraud, 1854
- La Fée des nuages, ou La reine Mab, Paris, Giraud, 1854
- Balzac, sa vie et ses œuvres d’après sa correspondance, Paris, Jaccottet, Bourdillat, 1858Réédité aux éditions de l’Harmattan, Paris, 2005.

À titre posthume
- Les Rêves de Marianne, Paris, Calmann-Lévy, 1878
- Lettres à une amie de province, 1831-1837, Paris, Plon, 1932

### Sources
- Pierre Barbéris, Le Monde de Balzac, Arthaud, 1973.
- Jean-Louis Dega, La vie prodigieuse de Bernard-François Balssa, père d'Honoré de Balzac. Aux sources historiques de la Comédie humaine, Rodez, Subervie, 1998.
- Juanita Helm-Floyd, Les Femmes dans la vie de Balzac, Paris, Plon, 1926.
- Édith Marois, « Les relations entre Laure Surville et son frère Honoré... de Balzac», Mémoires de l’Académie des Sciences, Arts et Belles-Lettres de Touraine, tome 24, 2011, p. 67-83.
- André Maurois, Prométhée ou la vie de Balzac, Hachette livre, Paris, 1965.
- Christine Planté, La Petite Sœur de Balzac, Paris, Seuil, 1989.